# Koko Komégné
Koko Komégné, de  son vrai nom Gaston Komegne, est un peintre et sculpteur camerounais né en 1950 à Batoufam.

## Biographie

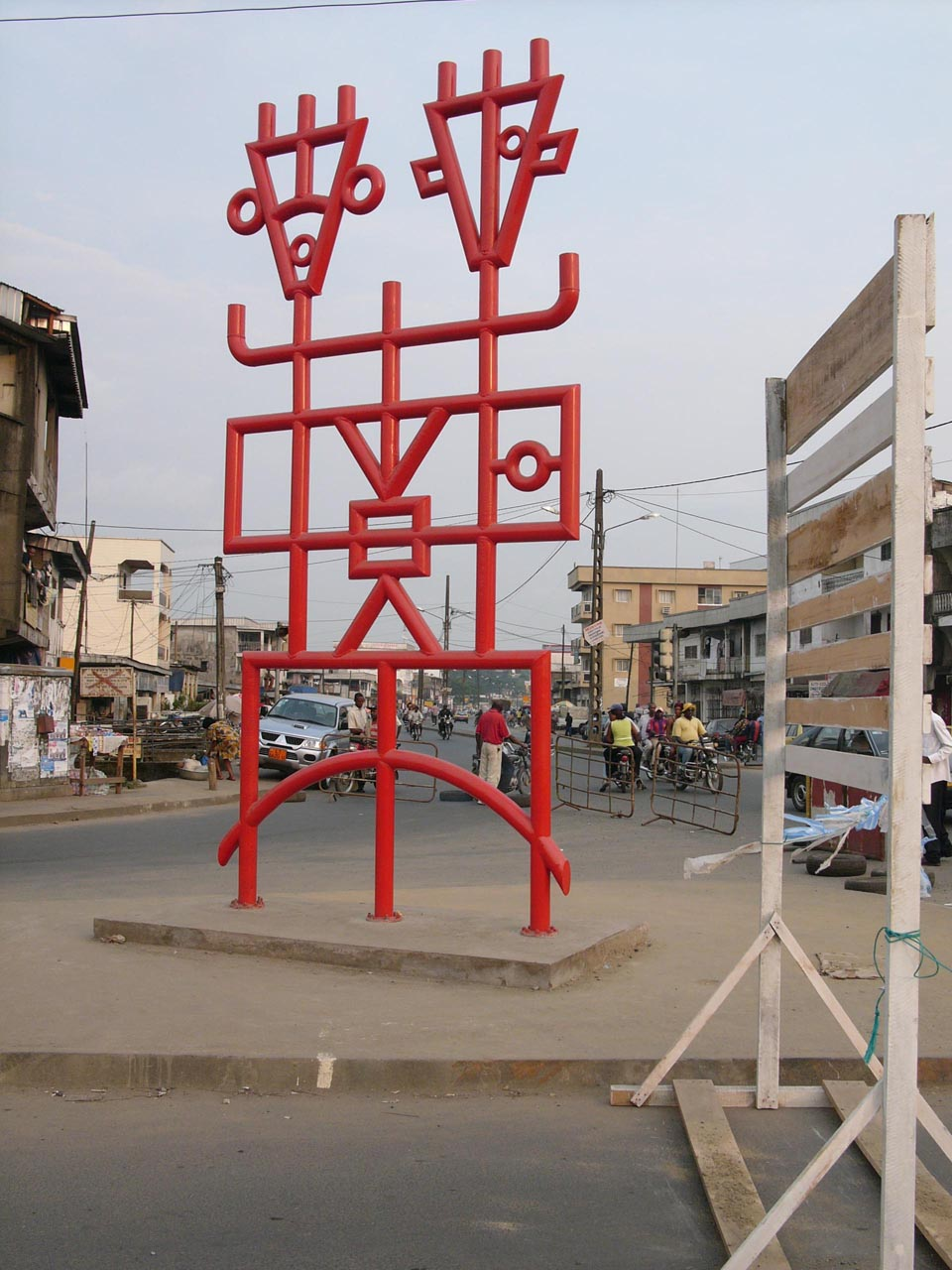
Njé Mo Yé, qui signifie “c’est quoi, çà?” en langue douala, est une sculpture permanente réalisée par œuvre de Koko Komégné et située dans la ville de Douala au Cameroun.

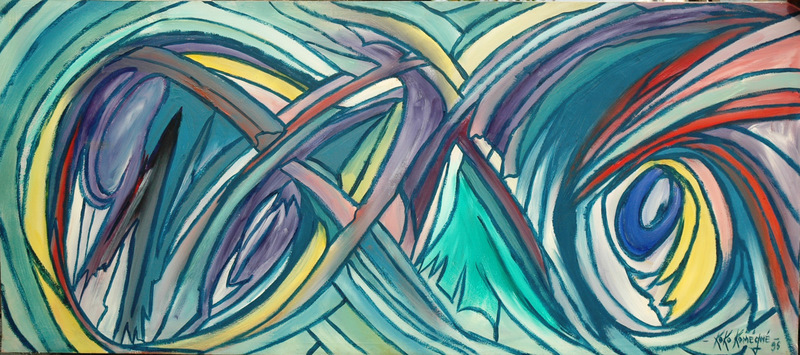
Koko Komégné, Labyrinthe, 1995

### Enfance et débuts
Koko Komégné est né en 1950. Il fait ses études primaires à Yaoundé jusqu'à l'âge de 14 ans  où il décide de retourner dans son village natal. Il y passe deux années avec sa grand-mère. Au milieu des années soixante, il retourne à Douala où il  fait la rencontre de  Jean Sabatier. 

### Carrière
Koko Komégné est un peintre et sculpteur autodidacte.
Il commence à peindre en 1966, après avoir fréquenté pendant plusieurs mois l’atelier d’un peintre français amateur reproduisant des paysages, alors en expatriation au Cameroun.

### Style artistique
Il cherche à définir sa propre identité artistique.

« Il ne s’agissait pas de faire de l’art comme les Blancs, mais de réaliser quelque chose d’autre, quelque chose qui n’est pas forcément ressemblant, qui n’est pas tellement beau, mais qui invite à la méditation. J’ai repensé aux mystères, aux danses, aux symboles, à l’imaginaire de mon village, aux discours de ma grand-mère, et j’ai compris »

Désireux de créer une rupture avec la représentation figurative, son écriture navigue entre une semi-abstraction et un expressionnisme assez marqué, incluant des éléments décoratifs (frises, masques stylisés..) extraits de l'esthétique rituelle africaine. 
Les visages (traités en masques) et les corps (en mouvement) sont des formes récurrentes. Il aime pratiquer la diversion optique qui consiste essentiellement à tromper l'œil. L’œuvre de Koko Komégné est « un mélange de tous les styles », parmi lesquels : cubisme, surréalisme, tachisme, toujours sur des fonds d’africanité.

« J’ai peint plus d’un millier de masques. C’est en les reproduisant et en les déstructurant que j’ai trouvé ma peinture. La diversion optique est passée par le langage des masques, découvert lors du retour au village et approfondi par des recherches sur les différentes cultures africaines »

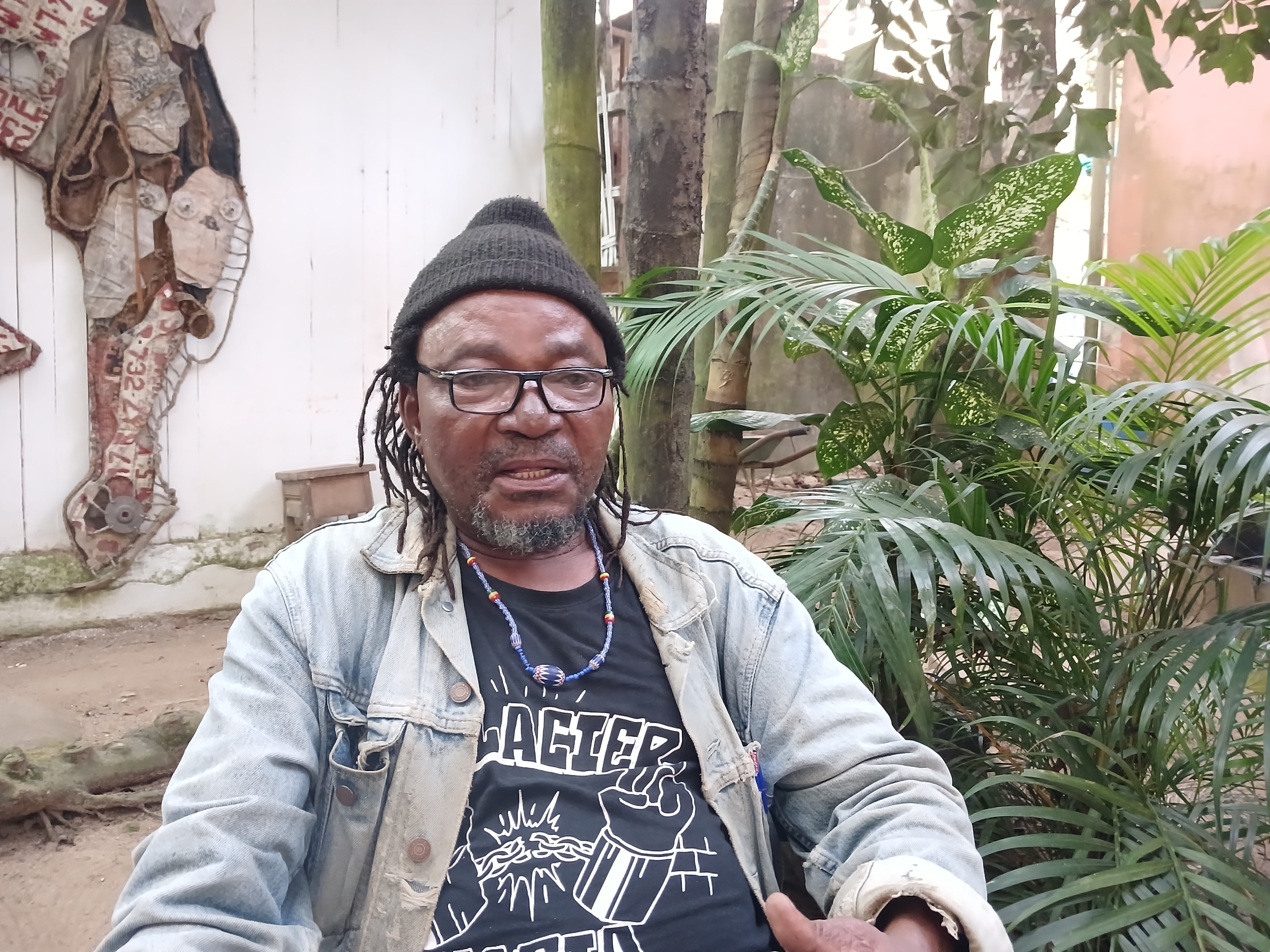
Koko Komégné

Amateur des chaudes ambiances nocturnes auxquelles il prend une part active en tant que chanteur, il invite, par sa peinture, à pénétrer le monde de la nuit et ses excès. En représentant les mouvements vibratoires des danseurs, des situations de misères et de vies où sont mis en scène des prostituées, des buveurs, des fumeurs, des musiciens... toujours avec une pointe d’humour. Artiste médiatisé, Koko Komégné participe à de nombreuses émissions de radios et de télévision, et corrige des articles de presse écrite. Il aide ainsi à faire parler des Arts Visuels, dans un pays où seule la musique est populaire. Artiste militant, il a été à l'initiative de beaucoup d'aventures collectives, avec différentes générations de plasticiens : le Cercle Maduta (1979), le Collectif des Artistes plasticiens du Littoral (CAPLIT, 1983) et le Kheops Club (1994). Il crée également le concept de Squatt’art, pour présenter de jeunes artistes hors des galeries, dans des maisons abandonnées de la ville[réf. nécessaire].
Plus de 95 % de ses travaux sont répartis dans des collections privées dans le monde[réf. nécessaire].
En 2016, il célèbre ses 50 ans de carrière d'artiste plasticien avec une grande exposition rétrospective présentant plus 200 œuvres de ses œuvres : peinture, sculpture, dessins.